# Santa Lucía (Huimanguillo)
Santa Lucía es una localidad del municipio de Huimanguillo ubicado en la subregión de la Chontalpa del estado mexicano de Tabasco.

## Geografía
La localidad de Estación Martínez Gaytán se sitúa en las coordenadas geográficas 17°42′14″N 93°44′11″O / 17.703889, -93.736389, a una elevación de 31 metros sobre el nivel del mar.

## Demografía
Según el Conteo de Población y Vivienda 2020, efectuado por el Instituto Nacional de Estadística y Geografía, la localidad de Santa Lucía tiene 107 habitantes, de los cuales 56 son del sexo masculino y 51 del sexo femenino. Su tasa de fecundidad es de 3.88 hijos por mujer y tiene 28 viviendas particulares habitadas.
| Gráfica de evolución demográfica de Santa Lucía entre 1980 y 2020 |
|                                                                   |
| INEGI.                                                            |